# Qandax
Qandax är en ort i Azerbajdzjan.   Den ligger i distriktet Zaqatala Rayonu, i den nordvästra delen av landet, 300 km väster om huvudstaden Baku. Qandax ligger 219 meter över havet och antalet invånare är 1 654.
Terrängen runt Qandax är platt åt nordost, men åt sydväst är den kuperad. Närmaste större samhälle är Aliabad, 7,8 km öster om Qandax.
Omgivningarna runt Qandax är en mosaik av jordbruksmark och naturlig växtlighet. Runt Qandax är det ganska tätbefolkat, med 80 invånare per kvadratkilometer.